# Тбілісоба

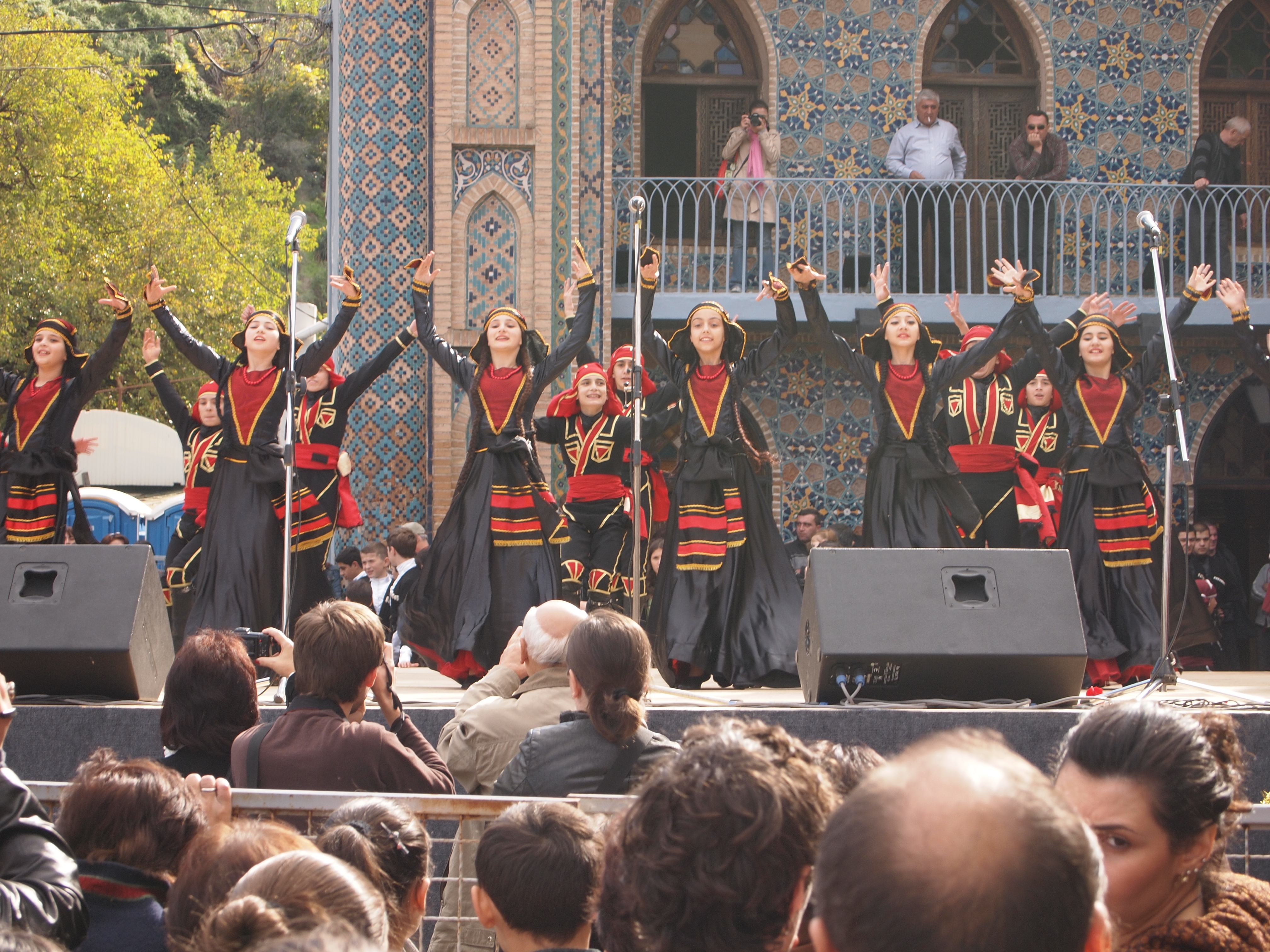

Тбілісоба (груз. თბილისობა) — щорічне загальнонародне свято, присвячене збору врожаю і місту Тбілісі, яке традиційно відзначається в столиці Грузії в останні вихідні жовтня. У цей час у місті влаштовуються ярмарки, ходи, концерти та спортивні заходи. Також проходить нагородження видатних діячів мистецтва і спорту званням «Почесний громадянин Тбілісі».

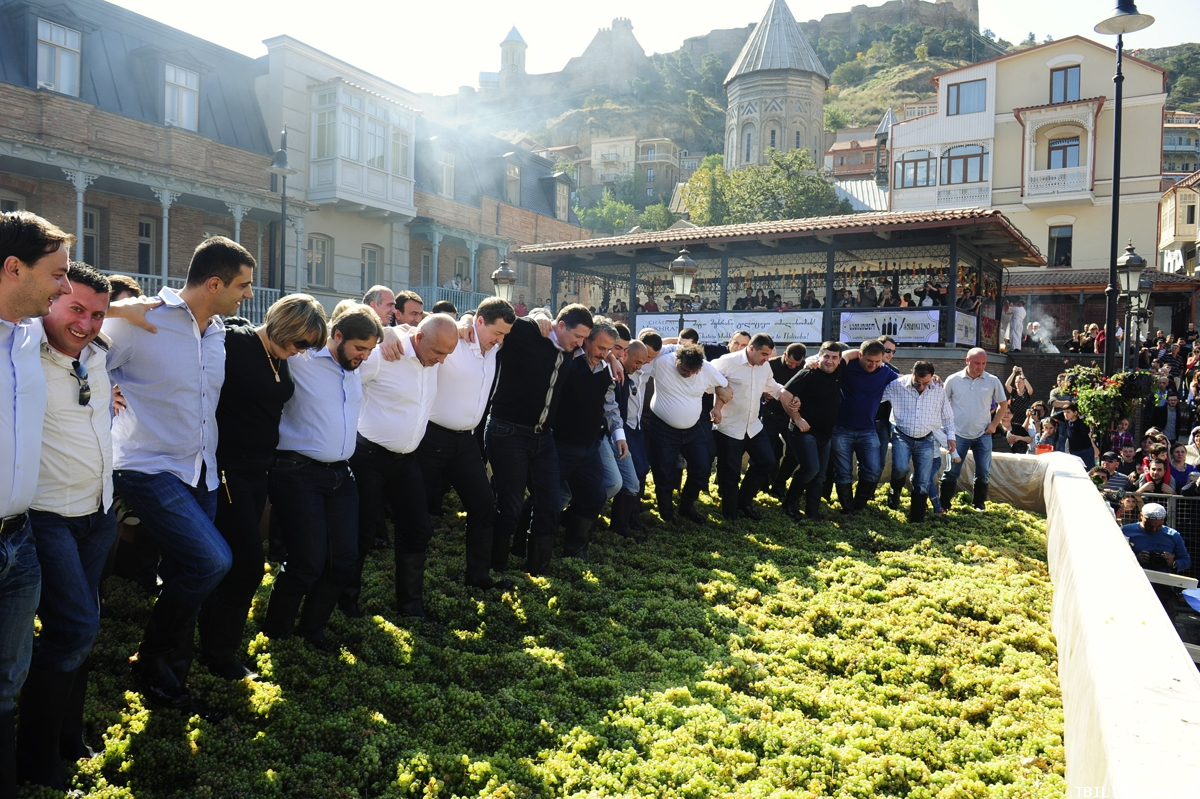
Святкування Тбілісоба у 2013 році

Це свято почали святкувати ще з радянських часів у 1979 році. Ініціатором проведення свята став відомий грузинський мандрівник, краєзнавець і журналіст Гванджі Силованович Манія. У 1989—1994 роках, в умовах загострення суспільно-політичної та соціально-економічної ситуації в країні свято не проводилося, відновилося лише в 1995 році. Також, це свято проводять і в інших не грузинських містах.
Свято проводиться у жовтні. На нього запрошуються діячі науки, культури, мистецтва, охорони здоров'я з усіх регіонів Грузії, а також фермери і приватні землевласники, які відзначилися в розвитку сільського господарства країни. В рамках святкових заходів зазвичай проводяться ярмарок-продаж сільськогосподарської продукції, святкові веселощі, спортивні змагання, концерти музичних і танцювальних колективів, фестивалі фруктів, вина, меду, чаю, атракціони для дітей, вуличні театральні вистави, автошоу і феєрверк.